# Niclas Fransson
Niclas Patrik Fransson, född 30 maj 1969 i Kalmar, är en svensk skådespelare.

## Biografi
År 1997 medverkade Fransson i barnprogrammet Salve, där han spelar en lång rad komiska småroller. 1999 hade Niclas Fransson en liten roll i den första filmen om Johan Falk, Noll tolerans, där han spelar polis. 2007 gestaltade Fransson langaren Kenta i tv-serien Upp till kamp. Fransson har också dubbat rösten till Starscream i de tecknade tv-avsnitten av Transformers.

## Filmografi i urval
- 1990 – Spänn mig för Karlavagnen
- 1994 – Rena rama Rolf (TV-serie)
- 1997 – Salve (TV-serie)
- 1999 – Mormors magiska vind (TV-serie)
- 1999 – Noll tolerans
- 2000 – Sjätte dagen (TV-serie)
- 2001 – Kommissarie Winter (TV-serie)
- 2003 – Tillträde förbjudet (Kortfilm)
- 2004 – Orka! Orka! (TV-serie)
- 2005 – Häktet (TV-serie)
- 2006 – Lotta från Uppfinnarbyn (Dubbing)
- 2006 – Grevinnan av Danmark (Kortfilm)
- 2007 – Upp till kamp (TV-serie)
- 2007 – Sanningen om Marika (TV-serie)
- 2007 – Biblioteket (Kortfilm)
- 2009 – Karaokekungen
- 2010 – Maskrosbarn (Kortfilm)
- 2011 – Irene Huss – Den som vakar i mörkret
- 2011 – Last Call
- 2011 – Anno 1790 (TV-serie)
- 2011 – Poetisk kärlek (Kortfilm)
- 2013 – Gränsen (Kortfilm)
- 2014 – Jätten
- 2015 – Hilma (Kortfilm)
- 2015 – The Pros (Kortfilm)
- 2017 – Trädgårdsgatan

## Teater

### Roller
| År   | Roll   | Produktion                                           | Regi            | Teater         |
| ---- | ------ | ---------------------------------------------------- | --------------- | -------------- |
| 1997 | Haimon | Min syster Antigone Peter Wanselius och Leif Persson | Peter Wanselius | Atelierteatern |